# Iglesia de Nuestra Señora de la Asunción (Villacañas)
La iglesia de Nuestra Señora de la Asunción es un inmueble de la localidad española de Villacañas, en la provincia de Toledo.

## Descripción
Los inicios de la construcción de la iglesia, que se encuentra bajo la advocación de la Asunción de Nuestra Señora, se remontarían al siglo XVI. Edificada en un estilo tardogótico, aparece mencionada en el decimosexto volumen del Diccionario geográfico-estadístico-histórico de España y sus posesiones de Ultramar de Pascual Madoz, en la entrada correspondiente a Villacañas, de la siguiente manera: «igl. parr. (la Asuncion de Ntra. Sra.) con curato de térm., de patronato del gran prior de San Juan, como perteneciente al terr. de la órden».